# 平治
平治（へいじ、旧字体：平󠄁治）は、日本の元号の一つ。保元の後、永暦の前。1159年から1160年までの期間を指す。この時代の天皇は二条天皇。

## 改元
- 保元4年4月20日（ユリウス暦1159年5月9日） 二条天皇の即位により改元
- 平治2年1月10日（ユリウス暦1160年2月18日） 永暦に改元

## 平治期におきた出来事
- 平治の乱

## 西暦との対照表
※は小の月を示す。
| 平治元年（己卯） | 一月      | 二月 | 三月※ | 四月※ | 五月 | 閏五月※ | 六月※ | 七月 | 八月※ | 九月  | 十月   | 十一月  | 十二月※   |
| ---------------- | --------- | ---- | ----- | ----- | ---- | ------- | ----- | ---- | ----- | ----- | ------ | ------- | --------- |
| ユリウス暦       | 1159/1/21 | 2/20 | 3/22  | 4/20  | 5/19 | 6/18    | 7/17  | 8/15 | 9/14  | 10/13 | 11/12  | 12/12   | 1160/1/11 |
| 平治二年（庚辰） | 一月      | 二月 | 三月※ | 四月※ | 五月 | 六月※   | 七月※ | 八月 | 九月※ | 十月  | 十一月 | 十二月※ |           |
| ユリウス暦       | 1160/2/9  | 3/10 | 4/9   | 5/8   | 6/6  | 7/6     | 8/4   | 9/2  | 10/2  | 10/31 | 11/30  | 12/30   |           |